# کیداپاوان
کیداپاوان رسمی شهر سبوانو: Dakbayan sa Kidapawan ; هیلیگاینون: Dakbanwa sang Kidapawan Maguindanaon: Kuta nu Kidapawan, Jawi: کوت نو کیدڤاون؛ Obo Monuvu: Ingod to Kidapawan ; فیلیپینی: Lungsod ng Kidapawan)، یک شهر جزء درجه ۳ و مرکز استان کوتاباتو، فیلیپین است. طبق سرشماری سال ۲۰۲۰، جمعیت آن ۱۶۰۷۹۱ نفر است.
این کوه در دامنه کوه آپو واقع شده‌است، از اواخر اکتبر تا دسامبر و در تابستان، زمانی که هزاران گردشگر از بلندترین کوه کشور بالا می‌روند، یک مقصد محبوب است.